# Stellaria amblyosepala
Stellaria amblyosepala är en nejlikväxtart som beskrevs av Alexander Gustav von Schrenk. Stellaria amblyosepala ingår i släktet stjärnblommor, och familjen nejlikväxter. Inga underarter finns listade i Catalogue of Life.